# باري ترومان
باري ترومان (بالإنجليزية: Barrie Truman)‏ هو مدرب كرة قدم ولاعب كرة قدم نيوزيلندي، ولد في 1936 في Market Bosworth ‏ في المملكة المتحدة.

## وصلات خارجية
- باري ترومان على موقع عالم كرة القدم.نت (الإنجليزية)